# ACS Award for Computers in Chemical and Pharmaceutical Research
Der ACS Award for Computers in Chemical and Pharmaceutical Research ist eine jährlich von der American Chemical Society  (ACS) vergebene Auszeichnung, die mit 5.000 US-Dollar (Stand 2018) dotiert ist. Mit der Auszeichnung werden herausragende Leistungen bei der Nutzung von Computern in der Forschung, Entwicklung und in der Lehre in der Chemie und den Biowissenschaften gewürdigt. Der Preis wird seit 1986 vergeben und seit 2014 von der ACS Division of Computers in Chemistry gesponsert.

## Preisträger
- 1986 Raymond E. Dessy
- 1987 W. Todd Wipke
- 1988 W. A. Goddard III
- 1989 Christie G. Enke
- 1990 Peter C. Jurs
- 1991 John A. Pople
- 1992 Ernest R. Davidson
- 1993 W. Clark Still
- 1994 Michael J. S. Stewart
- 1995 Peter A. Kollman
- 1996 Norman L. Allinger
- 1997 Harold A. Scheraga
- 1998 William L. Jorgensen
- 1999 Corwin H. Hansch
- 2000 Donald G. Truhlar
- 2001 Martin Karplus
- 2002 Irwin D. Kuntz
- 2003 Kendall N. Houk
- 2004 W. Graham Richards
- 2005 Peter Willett
- 2006 Johann Gasteiger
- 2007 Emily A. Carter
- 2008 James A. McCammon
- 2009 Mark S. Gordon
- 2010 Kenneth M. Merz, Jr.
- 2011 Thom H. Dunning, Jr.
- 2012 Weitao Yang
- 2013 H. Bernhard Schlegel
- 2014 Martin Stahl
- 2015 David A. Chase
- 2016 Warren J. Hehre
- 2017 Yvonne C. Martin
- 2018 Jürgen Bajorath
- 2019 Arnie Hagler
- 2020 Charles L. Brooks III
- 2021 M. Katharine Holloway
- 2022 Alexander D. MacKerell
- 2023 Jiali Gao
- 2024 Krishnan Raghavachari
- 2025 Eric Martin[1]
- 2026 Michael Kenneth Gilson[2]